# Poesia de Cabo Verde e Sete Poemas de Sebastião da Gama
Poesia de cabo Verde e sete poemas de Sebastião da Gama é um CD com poemas ditos por Afonso Dias e outros "convidados" (Carlos Germano, Luís Vicente, Mina Andala e Paulo Moreira), editado pela Associação Música XXI, em Faro, em 2007.
Os poetas de Cabo Verde representados no CD são: Jorge Barbosa (Prelúdio), António Pedro, Manuel Lopes (Naufrágio), Oswaldo Alcântara (Ressaca), António Nunes, Arnaldo França, Aguinaldo Fonseca, Gabriel Mariano, Ovídio Martins (Flagelados do vento leste e Comunhão), Onésimo Silveira, Terêncio Anahory, Eugénio Tavares (Mal de amor), Daniel Filipe, Yolanda Morazzo (Barcos), Corsino Fortes (De boca a barlavento e De boca concêntrica na roda do sol), Arménio Vieira (Lisboa, Quiproquo e Ser tigre), Oswaldo Osório, Luís Romano, José Luís Tavares, Jorge Pedro Barbosa, Pedro Corsino Azevedo e Virgílio Pires.